# Grizel Baillie
Grizel Baillie, nata Hume (Castello Redbraes; Berwickshire, 25 dicembre 1665 – Londra, 6 dicembre 1746), è stata una scrittrice e cantautrice scozzese.
Molto si conosce di Lady Baillie e della sua famiglia grazie alla biografia scritta dalla figlia, Lady Grizel Murray di Stanhope. Sebbene non destinata alla pubblicazione, la biografia apparve in stampa nel 1809 su Observations on the Historical Work of the Right Honorable Charles James Fox con il titolo Lady Murray's Narrative (Il racconto di Lady Murray). La figlia inoltre rimase in possesso di un manoscritto materno in prosa e versi: alcune canzoni furono pubblicate dal poeta Allan Ramsay nella sua antologia intitolata Tea-Table Miscellany. La più famosa delle canzoni di Lady Grizel, scritta in lingua scots, And werena my heart light I wad dee, apparve originariamente su Orpheus Caledonius, or a Collection of the Best Scotch Songs (1725).
Lady Grizel venne inoltre commemorata dalla poetessa scozzese Joanna Baillie, che affermava di essere una sua lontana parente, in una poesia pubblicata nel 1821 nella raccolta dal titolo Metrical Legends of Exalted Characters.